# Lo que hizo Kate
Lo que Hizo Kate (título original: What Kate did) es capítulo n.º 9 de la Segunda Temporada de Lost. Como el título del capítulo lo indica, este está centrado en Kate Austen.

## Trama
El episodio comienza con Jin que sale de su tienda, seguida por Sun, que le da un abrazo. Mientras tanto, Sayid se ve cavando la tumba de Shannon. En la estación El Cisne, Jack observa a Sawyer semi-consciente, que murmura, "¿dónde está ella?" y susurra dos veces, "Yo la amo", desconcertando a Jack. 
Mientras recoge frutas en la selva, Kate queda asombrada al ver un caballo negro parado en la maleza. Vuelve a El Cisne para atender a Sawyer y a la computadora, de modo que Jack pueda asistir al entierro de Shannon. En el funeral, Sayid intenta decir algunas palabras, pero es superado por la emoción y sólo puede declarar que él la amó antes de que ella se fuese. 
Jack, Locke, y los demás continúan la ceremonia improvisada y cada uno vierte un puñado de arena en el sepulcro. En El Cisne, Kate, creyendo dormido a Sawyer, dice que vio un caballo afuera. Sawyer comienza a murmurar, y como Kate se inclina hacia él para oírlo mejor, Sawyer la agarra por el cuello y le dice, "¡tú me mataste! ¿por qué me mataste?" 
Jack y Locke regresan a El Cisne y encuentran la alarma sonando y a Sawyer en el piso, pero no ven a Kate por ninguna parte. Con solamente veintitrés segundos de tiempo, Locke introduce precipitadamente los números. Afuera, Kate se topa con Charlie en la selva y le pregunta si cree que hay caballos en la isla. Él le contesta que ha visto osos polares y oído monstruos, pero nunca caballos. 
Jack alcanza a Kate y la recrimina por dejar abandonada la estación El Cisne. En la confrontación que sobreviene, Kate grita, "lo siento, no soy tan perfecta como tú, lamento no ser tan buena." Entonces Jack atrae a Kate hacia él y la sostiene. Sin habérselo propuesto, Kate besa apasionadamente a Jack y después huye por la selva. Jack la llama, pero no la sigue. 
Sayid va a la tumba de Shannon a colocar el collar de ella sobre su cruz y descubre a Kate sentada allí. Ella se disculpa por faltar al funeral y le confiesa que piensa que está loca. Cuando le está preguntado si él cree en fantasmas, Sayid le cuenta que vio a Walt en la selva momentos antes de que Shannon fuese disparada y le pregunta si eso significa que él también está loco. Kate vuelve a El Cisne y releva a Sun, que ha estado atendiendo a Sawyer. 
Una serie de retrocesos explican el crimen de Kate. A la edad de 20 años, Kate se está sentando en un pórtico jugando con un encendedor de cigarrillos, cuando llega embriagado su padrastro Wayne Jansen. Kate le ayuda a acostarse, él se queja y le hace insinuaciones. Luego se ve que Kate se aleja muy rápido de la casa, en una motocicleta y la casa estalla. Kate va a donde trabaja su madre, Diane Jansen. Kate confronta a Diane por la lesión causada por Wayne y después le muestra una "póliza de seguro para propietarios de una casa", anunciándole que estará protegida. 
Más adelante, Kate está intentando comprar un boleto a Tallahassee, cuando el comisario Edward Mars la arresta. Él dice que la madre de Kate la denunció. En una carretera durante una noche lluviosa, Mars está conduciendo a Kate para ser procesada en Iowa. Repentinamente, un caballo negro se atraviesa delante del coche. Kate grita "¡mire hacia afuera!"; tras desviarse y evitar golpear al animal, el coche se estrella. Con Mars atontado momentáneamente al abrirse la bolsa de aire del conductor, Kate toma las llaves de las esposas e intenta escapar. Kate empuja a Mars fuera del auto, y pone en marcha el coche ligeramente dañado. Para su sorpresa, las luces muestran al caballo negro, que está parado al lado del camino y que la mira por algunos segundos antes de irse en la oscuridad. 
En El Cisne, Locke con un cortador consigue finalmente quitarle a Jin las esposas que tenía puestas desde el episodio "La casa del sol naciente". Michael le pregunta a Locke acerca de una puerta volada en el techo, que Locke admite que no había notado. Locke proyecta la película de "Orientación" de la iniciativa Dharma a Michael y a Eko y después explica que hay turnos para dos personas de seis horas cada una, para introducir el código en el ordenador. Le muestra a Michael que se debe usar el teclado solamente cuando la alarma suena. Michael le pide examinar el equipo, y Locke vacilante acepta. 
Luego, Eko llama a Locke aparte, y después de contarle la historia de Josías y el libro del Deuteronomio encontrado durante su reinado, le muestra una Biblia ahuecada que contiene un carrete pequeño de película de 16 mm. El libro fue encontrado por los sobrevivientes de la sección de cola, en el edificio de Dharma que habitaron durante "Los otros 48 días". Locke desenrolla parte del carrete y reconoce al Dr. Marvin Candle, el narrador de la película original. 
En otro retroceso, Kate visita una estación de reclutamiento del ejército de Estados Unidos y se encuentra con el sargento mayor Sam Austen. Kate le cuenta a Austen que recientemente ha descubierto que en realidad él es su padre adoptivo, y que su padre biológico era Wayne. Sam le revela que conocía ese detalle durante todo el tiempo, pero le había ocultado la verdad, porque temió que ella matase a Wayne al descubrirlo. Sam Austen informa a Kate de que está obligado a llamar a las autoridades para avisar de que ella está con él, pero acuerda darle una ventaja de una hora. 
En El Cisne, Kate, creyendo que el fantasma de Wayne ha poseído de alguna manera el cuerpo de Sawyer, le confiesa en voz alta que le mató después de descubrir que era su padre biológico. Era demasiado para ella vivir pensando que el hombre al que odiaba era "una parte de ella". Después de la confesión de Kate, Sawyer se despierta siendo él mismo, normal, y sus comentarios revelan que ha oído toda la conversación. 
En la playa, Jack se acerca a Ana Lucia, que está sentanda, tallando una estaca con su cuchillo de caza. Jack le ofrece una de tres botellas miniatura de tequila, en recuerdo de su primer encuentro en el aeropuerto. Sonríen y comparten un momento de paz. 
Eko y Locke acoplan la película del libro en la cinta principal. Locke se maravilla por las posibilidades que había de encontrar el pedazo que faltaba, pero Eko le aconseja "no confundir la coincidencia con el destino". Ven la sección que faltaba de la película, en la cual el Dr. Candle hace la advertencia de que la computadora debe ser utilizada solamente para introducir el código. Explica que intentar utilizar la computadora para comunicarse con el mundo exterior, podría conducir a otro "incidente". 
Mientras los dos ven esa parte de la película, Michael examina el material informático y ve en la pantalla del ordenador el texto "hola?". Michael escribe en respuesta otro "hola?". Un momento más adelante aparece "¿quién eres?" y él responde "soy Michael, ¿quién eres tú?" Después de algunos segundos, la palabra "papá?" aparece en la pantalla.

## Otros capítulos
- Capítulo Anterior: Colisión
- Siguiente Capítulo: El Salmo 23